# Корбеллини, Джорджо
Джорджо Корбеллини (итал. Giorgio Corbellini; 20 апреля 1947, Траво, Италия — 13 ноября 2019, Парма, Италия) — итальянский прелат и ватиканский куриальный сановник. Титулярный епископ Абулы с 3 июля 2009 по 13 ноября 2019. Председатель Кадровой Службы Святого Престола, начиная со своего назначения папой римским Бенедиктом XVI 3 июля 2009 по 13 ноября 2019. На этом посту он управлял отношениями со светскими работниками, которые работают в Римской Курии. Прежде он служил вице-генеральным секретарём губернаторства государства-града Ватикан, при кардинале Джованни Лайоло. Председатель Дисциплинарной Комиссии Римской курии с 11 мая 2010 по 13 ноября 2019. Председатель ad interim Управления финансовой информации Святого Престола с 30 января по 19 ноября 2014.

## Биография
Он был рукоположён в священника 10 июля 1971 года в возрасте 24 лет. Он работал в Риме, пока не был назначен титулярным епископом Абулы и председателем Кадровой Службы Святого Престола, заменив кардинала Франческо Маркизано, который служил на этом посту до своего 80-го дня рождения. Корбеллини также занял пост кардинала Маркизано как председатель Постоянной Комиссии по охране исторических и художественных памятников Святого Престола. Он был хиротонисан в титулярного епископа Абулы 12 сентября лично папой римским Бенедиктом XVI.
10 мая 2010 года кардинал Эрранс Касадо покинул пост председателя Дисциплинарной Комиссии Римской Курии, его преемником стал епископ Джорджо Корбеллини.
30 января 2014 года Папа Франциск принял решение удовлетворить просьбу об отставке кардинала Аттильо Никоры, который был освобождён от должности председателя Управления финансовой информации Святого Престола, и назвал исполняющим обязанности председателя этого управления монсеньора Джорджо Корбеллини (исполнял обязанности до 19 ноября 2014 года).
13 ноября 2019 года епископ Джорджо Корбеллини скончался.

## Источник
- Информация (англ.)